# Terence Fixmer

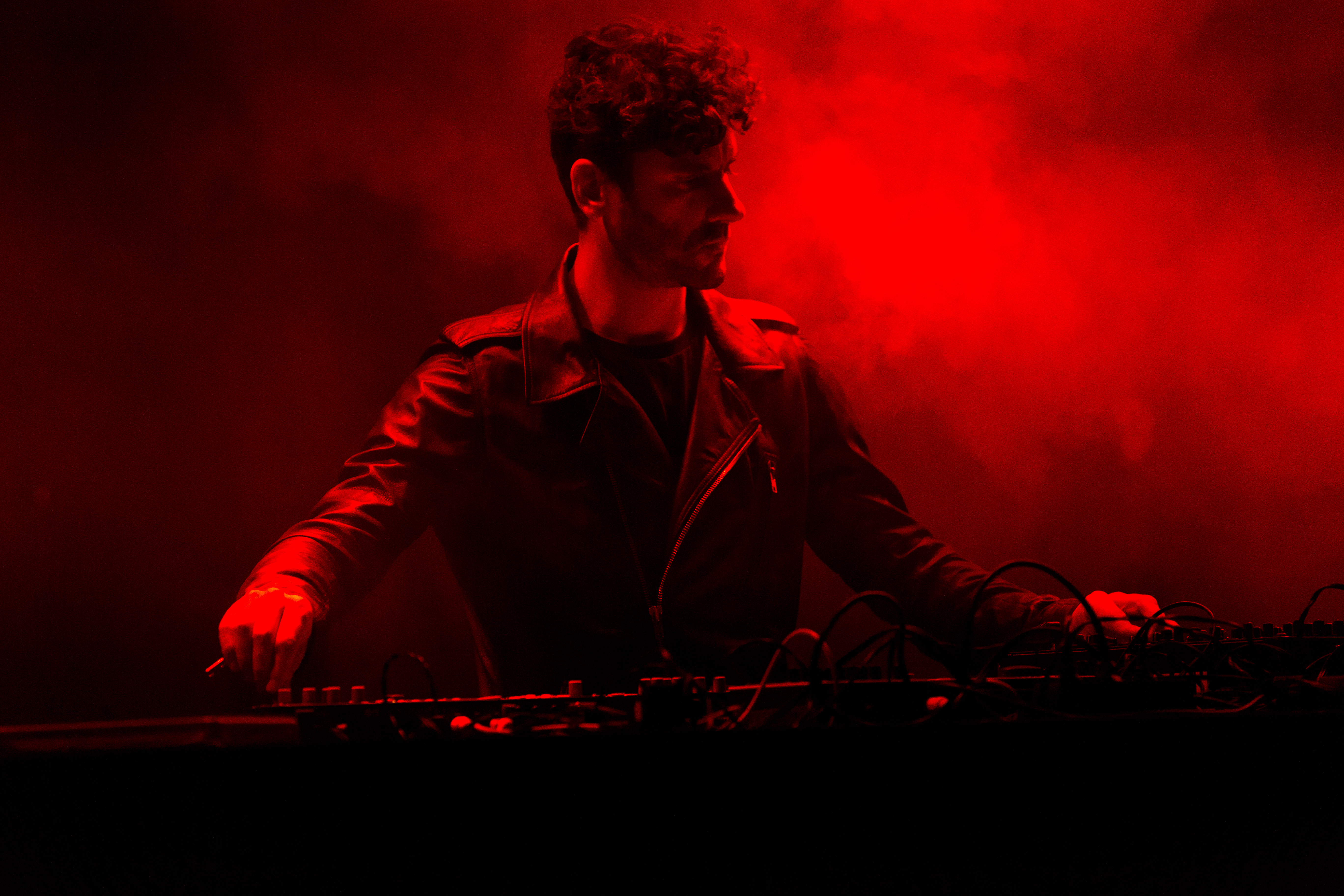

Terence Fixmer (* 1972 in Lille) ist ein französischer Produzent und Live-Act im Bereich der elektronischen Tanzmusik.

## Laufbahn
1993 erschien seine erste Produktion unter dem Alias Cyborg auf einem belgischen Label.
Bis 1998 erschienen weitere Veröffentlichungen bei französischen und belgischen Plattenfirmen.
1996 gründete er mit Emmanuel Top das Label "Attack Records", zwei Jahre später wurde das Label "Planete Rouge" gegründet. 1999 erschien der Track "Electrostatic", der von DJ Hell lizenziert wurde. Der Track wurde sehr erfolgreich und in der Zeitschrift Groove zu den besten Tracks des Jahres gewählt. 2001 erschien das Debütalbum "Muscle Machine". 2004 produzierte er zusammen mit dem Nitzer-Ebb-Sänger Douglas McCarthy das Album "Between The Devil". 2006 erschien der zweite Longplayer "Silence Control". 2008 folgte das zweite Fixmer/McCarthy-Album "Into The Night". Auch in Deutschland trat Terence Fixmer in bekannten Clubs der Technoszene auf, unter anderem Ultraschall und U60311.

## Diskographie (Auswahl)

### Alben
- 2001: Muscle Machine (Gigolo Records)
- 2006: Silence Control (Gigolo Records)
- 2009: Fiction Fiction (From Jupiter Recordings)
- 2010: Comedy Of Menace (Electric Deluxe)
- 2015: Depth Charged (CLR)
- 2018: Through the Cortex (Ostgut Ton)
- 2022: Shifting Signals (Mute)

### Singles & EPs
- 1999: Electrostatic (Planete Rouge Records)
- 1999: Electric Vision (Gigolo Records)
- 2000: Warm / Body Pressure (Gigolo Records)
- 2001: Armee Des Tenebres (Gigolo Records)
- 2002: Breathe / She Said Destroy (Planete Rouge Records)
- 2002: Red Section / The Calling (Planete Rouge Records)
- 2003: Aktion Mekanik Theme (Music Man Records)
- 2003: Cerveaux Sans Âmes (Gigolo Records)
- 2005: Danse Avec Les Ombres (Citizen Records)
- 2005: I Swear (Gigolo Records)
- 2006: Hold Me (Datapunk)
- 2006: Silence Control A (Gigolo Records)
- 2006: Silence Control B (Gigolo Records)
- 2007: Mental Science (Planete Rouge Record)
- 2008: Avalanche (Play It Again Sam)
- 2008: Fiction One (Planete Rouge Records)
- 2009: Destiny (White Noise)
- 2009: Machine (Electric Deluxe)
- 2009: Let's Take A Ride (White Noise)
- 2009: Hypnose (From Jupiter Recordings)
- 2010: Comedy of Menace Pt.1 (Electric Deluxe)
- 2010: Comedy of Menace Pt 2 (Electric Deluxe)
- 2010: Epsilon (Turbo)
- 2010: Electric City (Electric Deluxe)
- 2011: Le Terrible (Electric Deluxe)
- 2011: Plenetary Phase (Prologue)
- 2011: The Night (Turbo)
- 2011: A Journey to Uncharted Destinations (Planete Rouge Records)
- 2012: When the Sun (Electric Deluxe)
- 2013: Psychik (CLR)
- 2013: Bells (Elektric Deluxe)
- 2013: Relapse Volume 1 (Planet Rouge Recordings)
- 2014: Psychik Part II (CLR)
- 2014: Elka (Deeply Rooted)
- 2014: Empire (Planet Rouge Records)
- 2015: Issue N° Eight (Jealous God)
- 2015: Death Charged Remixes (CLR)
- 2017: Dance of The Comets (Novamute)
- 2017: Force EP (Osgut Ton)
- 2018: Opression (Planet Rouge Records)
- 2018: The God (aufnahme + wiedergabe)
- 2019: The Swarm (Novamute)
- 2019: Electric Ghosts (Planete Rouge Records)
- 2020: Invasion (Bite)

### Remixe (Auszug)
- Arnaud Rebotini: Outlaw (Terence Fixmer remix) MNQ records (2020)
- Ellen Allien: Love Distortion (Terence Fixmer remix) Bpitch Control (2019)
- Front Line Assembly: Feat Robert Görl: Eye on You (Terence Fixmer remix) Metropolis Records (2018)
- Dave Clarke: Charcoal Eyes (Terence Fixmer remix) Skint Rec (2017)
- Depeche Mode: Where's The Revolution (Terence Fixmer remix), Mute Records (2017)
- VCMG (Martin L. Gore /Vince Clarke): Single Blip (Terence Fixmer remix), Mute Records (2012)
- Crash Course in Science: “ Flying Turns” (Terence Fixmer rmx) From Jupiter rec (2009)
- Indochine (groupe): "Adora" (Terence Fixmer remix) SonyBmg (2006)
- The Neon Judgement: "Nion Nion" (Terence Fixmer remx) PIAS group(2005)
- Nitzer Ebb: "Let your body learn" (Terence Fixmer rmix) Novamute (2002)
- Sven Väth: "Ein Waggon Voller Geschichten" (Terence Fixmer remix) Virgin Records (2000)
- DJ Hell: "This is for you"(Terence Fixmer remix) Disko B (1999)